# Kalandos tarka regények
A Kalandos tarka regény(ek) a Stádium Sajtóvállalat rt. által hasonló külsővel, szerzői magánkiadásban megjelentetett könyvek, de nem hivatalosan meghirdetett könyvsorozat volt.
Az 1935-től 1941-ig kiadott Tarka regénytár kalandregény sorozat szerzőinek egy része néhány regényét magánkiadásban jelentette meg (legtöbbet Barsi Ödön) a Stádiumnál a Tarka regénytár köteteihez nagyon hasonló külalakkal. Ezek a borítón Kalandos tarka regény felirattal és többnyire a jobb alsó sarokban „100 oldal” szalagcimkeszerű kiegészítéssel jelentek meg. (1939-ben a Tarka regénytár köteteinek oldalszáma a felére, 48 oldalra csökkent.)
A kötetek továbbá a címlapon „A szerző kiadása” feltüntetésével jelentek meg, de a borítójuk, színe és mérete (15 cm x 11 cm), a 10 filléres ár feltüntetése, valamint a hátlapon a reklám nagy mértékben emlékeztettek a Tarka regénytár sorozat köteteire. A rajzokat is többnyire Sebők Imre készítette.

## A szerzők
Változatos álneveiken a már korábban is a kiadóval kapcsolatba került írók, Barsi Ödön, Forster György, Benedek Ernő és mások.

## A sorozat kötetei
| Dátum | Író              | Írói álnév, névváltozat | Cím                             | Oldal | Műfaj                         |
| ----- | ---------------- | ----------------------- | ------------------------------- | ----- | ----------------------------- |
| 1935  | ?                | Cooper, D.              | A repülő indián                 | 95    | vadnyugati, borító Sebők Imre |
| 1935? | Benedek Ernő     | Boyd, E. B.             | Texasi Jack, a préri ostora     | 95    | vadnyugati                    |
| 1939  | ?                | Cuxley, L.              | Az Albatros titka               |       |                               |
| 1939  | Forster György   | Betnar, B.              | Az elátkozott arany völgye      | 96    | kaland                        |
| 1939  | Barsi Ödön       | Girdo, E.               | A halálexpress                  | 96    | kaland                        |
| 1939  | ?                | Rabagas, E.             | A hatujjú ember                 | 96    | vadnyugati, borító Sebők Imre |
| 1939  | Benedek Ernő     | Bradon, B.              | Kid, a sheriff                  | 96    | vadnyugati                    |
| 1939  | Barsi Ödön       | Green, C.               | A rémület hajója                | 95    | kaland                        |
| 1939  | Barsi Ödön       | Girdo, E.               | Segítség..! Gyilkos...          | 95?   | kaland                        |
| 1939  | Forster György   | Betnar, B.              | A spanyol légió kapitánya       | 96    | légiós, borító Sebők Imre     |
| 1939? | ?                | Beery, F. G.            | A Szent Barlang titka           | 96    |                               |
| 1939  | Benedek Ernő     | Boyd, E. B.             | Texasi Jack Montanában          | 96    | vadnyugati, borító Sebők Imre |
| 1939  | Csátaljai József | Darton, Bart            | Tom Yell                        | 96    | vadnyugati, borító Sebők Imre |
| 1939  | Leleszy Béla     | Tempest, John           | A vulkánvölgy aranya            | 96    | vadnyugati, borító Sebők Imre |
| 1940  | Barsi Ödön       | Darton, B.              | Árnyak a prérin                 | 95    | vadnyugati                    |
| 1940  | Forster György ? | ?                       | Az arany hajó lázadói           | 95?   |                               |
| 1940  | Benedek Ernő     | Hylton, E.              | Big Bill, a sheriff             | 96    | vadnyugati                    |
| 1940  | ?                | Peer, E. B.             | Bill, a bulldog                 | 96    | vadnyugati                    |
| 1940  | Barsi Ödön       | Thompson, C.            | A Bolingbroke-kastély kísértete | 96    | kaland                        |
| 1940  | Csátaljai József | Werg, J.                | A gibraltári kém                | 94    | kém                           |
| 1940  | Barsi Ödön       | Wrenn, C.               | A halálfejes lovas              | 96    | vadnyugati, borító Sebők Imre |
| 1940  | Forster György   | Betnar, B.              | Hallidan a mesterlövő           | 96    | vadnyugati                    |
| 1940  | ?                | Peer, E. B.             | Az indiánok földjén             | 96    | vadnyugati                    |
| 1940  | ?                | Beer, E. B.             | A két Colt hőse                 | 95    | vadnyugati                    |
| 1940  | Benedek Ernő     | Bradon, B.              | Kid, a cowboy                   | 96    | vadnyugati                    |
| 1940  | Barsi Ödön       | Girdo, E.               | A lasszóvető                    | 96    | vadnyugati                    |
| 1940  | ?                | Pertuzza, José          | Az ördög birodalmában           | 95    | kaland                        |
| 1940  | Barsi Ödön       | Green, C.               | A szent Buddha titka            | 95?   | kaland                        |
| 1940  | Barsi Ödön       | Girdo, E.               | A szellemek völgyében           | 95    | vadnyugati, borító Sebők Imre |
| 1940  | Benedek Ernő     | Boyd, A. B.             | Texasi Jack – az eladó város    | 96    | vadnyugati                    |
| 1940  | Benedek Ernő     | Benfors, E. B.          | A texasi sakál                  | 96    | vadnyugati                    |
| 1940  | Barsi Ödön       | Bayard, J.              | A zöld anakonda                 | 96    | vadnyugati, borító Sebők Imre |
| 1940  | Barsi Ödön       | Darton, B.              | Vadnyugati örvény               | 95    | vadnyugati, borító Sebők Imre |
| 1941  | Barsi Ödön       | Tomphson                | Rémület tornya                  | 48    | kaland                        |
| 1941  | Barsi Ödön       | Girdo, E.               | A kőkoporsó titka               | 95?   | bűnügyi                       |
| 1942  | Csátaljai József | Dewer, J. Werg          | A Dalton-gyémántok              | 96    | kaland                        |
| 19??  | Forster György   | Lawrence, G.            | A légió árulói                  | 96    | légiós                        |
| 19??  | ?                | Brandon, E.             | A sujtókezű                     | 96    | vadnyugati                    |
| 19??  | Forster György   | Paddington, A. C.       | Az ördögszikla lovasa           | 96    | vadnyugati                    |
| 19??  | Benedek Ernő     | Hylton, Ernest          | Big Bill a Hallgatás Völgyében  | 96    | vadnyugati                    |
| 19??  | ?                | Peer, E. B.             | Texasi párbaj                   | 96    | vadnyugati                    |